# Danmarks damjuniorlandslag i volleyboll
Danmarks damjuniorlandslag i volleyboll representerar Danmark i juniorsammanhang på damsidan i volleyboll. Det har vunnit Nevza-mästerskapen för både 17- och 19-åringar. I övrigt har de (som övriga nordiska lag) haft begränsade framgångar, med en femteplats i U21-EM 2022 som främsta framgång.

## Resultat
| Sport | volleyboll |      |
| Resultat |            |      |
| \| Kronologisk resultatlista \| Kronologisk resultatlista \| Kronologisk resultatlista \| \| ------------------------- \| ------------------------- \| ------------------------- \| \| Pos. \| Tävling \| År \| \| 6 \| U21/U22-EM[1] \| 2022 \| |            |      |
| Redigera uppgifter i faktarutan |            |      |
| Kronologisk resultatlista |            |      |
| Pos. | Tävling    | År   |
| 6 | U21/U22-EM | 2022 |

| Kronologisk resultatlista | Kronologisk resultatlista | Kronologisk resultatlista |
| ------------------------- | ------------------------- | ------------------------- |
| Pos.                      | Tävling                   | År                        |
| 6                         | U21/U22-EM                | 2022                      |

| Tävling                | Guld | Silver | Brons |
| Nevza U19-mästerskapet | 6    | 2      | 4     |

| Kronologisk resultatlista | Kronologisk resultatlista | Kronologisk resultatlista |
| ------------------------- | ------------------------- | ------------------------- |
| Pos.                      | Tävling                   | År                        |
| 17                        | U19/U20-EM                | 1973                      |
| 1                         | Nevza U19-mästerskapet    | 2010                      |
| 1                         | Nevza U19-mästerskapet    | 2011                      |
| 1                         | Nevza U19-mästerskapet    | 2012                      |
| 1                         | Nevza U19-mästerskapet    | 2013                      |
| 3                         | Nevza U19-mästerskapet    | 2014                      |
| 3                         | Nevza U19-mästerskapet    | 2015                      |
| 1                         | Nevza U19-mästerskapet    | 2016                      |
| 1                         | Nevza U19-mästerskapet    | 2017                      |
| 3                         | Nevza U19-mästerskapet    | 2018                      |
| 2                         | Nevza U19-mästerskapet    | 2019                      |
| 3                         | Nevza U19-mästerskapet    | 2021                      |
| 2                         | Nevza U19-mästerskapet    | 2022                      |
| 4                         | Nevza U19-mästerskapet    | 2023                      |

| Tävling                | Guld | Silver | Brons |
| Nevza U19-mästerskapet | 6    | 2      | 4     |

| Kronologisk resultatlista | Kronologisk resultatlista | Kronologisk resultatlista |
| ------------------------- | ------------------------- | ------------------------- |
| Pos.                      | Tävling                   | År                        |
| 17                        | U19/U20-EM                | 1973                      |
| 1                         | Nevza U19-mästerskapet    | 2010                      |
| 1                         | Nevza U19-mästerskapet    | 2011                      |
| 1                         | Nevza U19-mästerskapet    | 2012                      |
| 1                         | Nevza U19-mästerskapet    | 2013                      |
| 3                         | Nevza U19-mästerskapet    | 2014                      |
| 3                         | Nevza U19-mästerskapet    | 2015                      |
| 1                         | Nevza U19-mästerskapet    | 2016                      |
| 1                         | Nevza U19-mästerskapet    | 2017                      |
| 3                         | Nevza U19-mästerskapet    | 2018                      |
| 2                         | Nevza U19-mästerskapet    | 2019                      |
| 3                         | Nevza U19-mästerskapet    | 2021                      |
| 2                         | Nevza U19-mästerskapet    | 2022                      |
| 4                         | Nevza U19-mästerskapet    | 2023                      |

| Tävling                | Guld | Silver | Brons |
| Nevza U17-mästerskapet | 3    | 5      | 3     |

| Kronologisk resultatlista | Kronologisk resultatlista | Kronologisk resultatlista |
| ------------------------- | ------------------------- | ------------------------- |
| Pos.                      | Tävling                   | År                        |
| 2                         | Nevza U17-mästerskapet    | 2010                      |
| 3                         | Nevza U17-mästerskapet    | 2011                      |
| 1                         | Nevza U17-mästerskapet    | 2012                      |
| 2                         | Nevza U17-mästerskapet    | 2013                      |
| 3                         | Nevza U17-mästerskapet    | 2014                      |
| 5                         | Nevza U17-mästerskapet    | 2015                      |
| 3                         | Nevza U17-mästerskapet    | 2016                      |
| 1                         | Nevza U17-mästerskapet    | 2017                      |
| 2                         | Nevza U17-mästerskapet    | 2018                      |
| 1                         | Nevza U17-mästerskapet    | 2019                      |
| 2                         | Nevza U17-mästerskapet    | 2021                      |
| 6                         | Nevza U17-mästerskapet    | 2022                      |
| 2                         | Nevza U17-mästerskapet    | 2023                      |

| Tävling                | Guld | Silver | Brons |
| Nevza U17-mästerskapet | 3    | 5      | 3     |

| Kronologisk resultatlista | Kronologisk resultatlista | Kronologisk resultatlista |
| ------------------------- | ------------------------- | ------------------------- |
| Pos.                      | Tävling                   | År                        |
| 2                         | Nevza U17-mästerskapet    | 2010                      |
| 3                         | Nevza U17-mästerskapet    | 2011                      |
| 1                         | Nevza U17-mästerskapet    | 2012                      |
| 2                         | Nevza U17-mästerskapet    | 2013                      |
| 3                         | Nevza U17-mästerskapet    | 2014                      |
| 5                         | Nevza U17-mästerskapet    | 2015                      |
| 3                         | Nevza U17-mästerskapet    | 2016                      |
| 1                         | Nevza U17-mästerskapet    | 2017                      |
| 2                         | Nevza U17-mästerskapet    | 2018                      |
| 1                         | Nevza U17-mästerskapet    | 2019                      |
| 2                         | Nevza U17-mästerskapet    | 2021                      |
| 6                         | Nevza U17-mästerskapet    | 2022                      |
| 2                         | Nevza U17-mästerskapet    | 2023                      |

| Webbplats | http://volleyball.dk/ |      |
| Sport | volleyboll            |      |
| Resultat |                       |      |
| \| Kronologisk resultatlista \| Kronologisk resultatlista \| Kronologisk resultatlista \| \| ------------------------- \| ------------------------- \| ------------------------- \| \| Pos. \| Tävling \| År \| \| 11 \| U16/U17-EM[13] \| 2017 \| |                       |      |
| Redigera uppgifter i faktarutan |                       |      |
| Kronologisk resultatlista |                       |      |
| Pos. | Tävling               | År   |
| 11 | U16/U17-EM            | 2017 |

| Kronologisk resultatlista | Kronologisk resultatlista | Kronologisk resultatlista |
| ------------------------- | ------------------------- | ------------------------- |
| Pos.                      | Tävling                   | År                        |
| 11                        | U16/U17-EM                | 2017                      |